# Alex Rusconi
Alessandro Rusconi, detto Alex (Brescia, 20 giugno 1975), è uno scrittore italiano.

## Biografia
Attratto sin da tenera età dal mondo dell'illusionismo, diventa un prestigiatore professionista nel 2002.
Appassionandosi alla storia di queste arti comincia ad accumulare materiale inerente ad esse, tanto da diventare in breve tempo, di fatto, uno storico dell'illusionismo e della prestigiazione.
Nel 2002 pubblica il volumetto Parole Magiche, un glossario fondamentale per prestigiatori che conta oltre 400 termini utilizzati dagli addetti ai lavori. La prefazione viene scritta da Tony Binarelli.
Nel 2004 è autore del più completo articolo biografico mai pubblicato sul prestigiatore Bartolomeo Bosco di Torino, il più importante rappresentante italiano dell'arte magica di tutti i tempi. Oggi quell'articolo si è evoluto in un libro biografico uscito nell'ottobre 2017 per i tipi della Florence Art Edizioni. Sempre nel 2004 collabora con il prestigiatore e comico Raul Cremona alla stesura e alla parte grafica del libro Elementale, che esce nel novembre dello stesso anno.
Nel 2006 pubblica I giuochi del Bagatto, una raccolta di dieci effetti cartomagici reinterpretati per essere eseguiti con un mazzo di Tarocchi e la cui prefazione viene affidata ad Aurelio Paviato.
Nel 2008 collabora con Raul Cremona alla stesura del libro La magia bianca ri...svelata, copia anastatica del volume di Henri Decremps di fine Settecento che esce nel maggio dello stesso anno e viene presentato durante il Congresso Magico di Saint Vincent.
Collabora inoltre al libro L'Arte della prestidirigiri... sempre di Raul Cremona, recitando anche come spalla del comico nel DVD che completa il cofanetto.
Nel 2010 scrive la prefazione del libro Il mistero del lago di Bombardieri, scritto dall'attore, comico e musicista Enrico Zani.
Nel luglio 2011 pubblica un libro dedicato alla figura umana e artistica di Leopoldo Fregoli, attore, cantante, pioniere del cinema e inventore del trasformismo.
Si tratta della prima biografia in italiano su questo personaggio, punto di riferimento nella storia dello spettacolo italiano. Il libro vanta la prefazione di Arturo Brachetti e una breve introduzione di Dario Ballantini.
Nel 2012 collabora con Mariano Tomatis e ancora con Raul Cremona alla realizzazione del libro La magia di Odaba, biografia di Ottorino Dalla Baratta, detto Odaba, importante illusionista, pittore e scultore del secolo scorso.
Nel 2016 pubblica a quattro mani con il Dott. Luigi Garlaschelli il Trattato di Magia Chimica, in cui si parla di chimica applicata alla prestigiazione, uno dei pochissimi libri dedicati a questo argomento. Il libro viene tradotto in lingua inglese con il titolo Chemical Magic nel settembre del 2017.
Il mese successivo pubblica il libro: Bartolomeo Bosco. Vita e meraviglie del mago che conquistò l'Europa, biografia del già citato Bartolomeo Bosco.
Il volume, con prefazione di Raul Cremona, ottiene ottime recensioni e viene presentato in diversi club magici tra cui il Club Bartolomeo Bosco e il Circolo Amici della Magia di Torino, in una serata curata da Mariano Tomatis, lo Spazio dell'Improbabile di Sarezzo, il Club Illusionisti e prestigiatori di Bologna e il Gruppo Toscano Prestigiatori di Firenze.
Nel maggio del 2018 il libro su Bosco è stato nuovamente presentato insieme a Mariano Tomatis durante il Festival STUPIRE nel castello di Fontanellato (Pr).
Il libro di Rusconi ha anche ispirato una spedizione, in corso di organizzazione, per recuperare gli oggetti perduti da Bartolomeo Bosco nella Senna durante un trasporto e la notizia è stata riportata da diversi giornali. Parallelamente lancia una raccolta firme per dedicare, a Torino, una via a Bartolomeo Bosco, petizione tuttora in corso.
Nell'agosto del 2018 inizia a curare una rubrica periodica sul quotidiano Bresciaoggi intitolata "La scatola magica" in cui viene illustrata ogni volta la storia di un prestigiatore del passato.
Come redattore e articolista esterno collabora con importanti testate specializzate di livello nazionale come Magia Moderna, organo ufficiale del Club Magico Italiano, Qui Magia, diretta da Tony Binarelli, Magia, diretta da Massimo Polidoro e Scienza & Paranormale, organo (prima di Query) del Comitato Italiano per il Controllo delle Affermazioni sulle Pseudoscienze (CICAP).
Nel 2019 viene nominato direttore della rivista Magia, fondata da Massimo Polidoro ed edita dal CICAP, che viene presentata ufficialmente il 9 maggio presso il Salone Internazionale del Libro di Torino.
Nel novembre del 2019 organizza per la prima volta, in collaborazione con l'Associazione Carmagnola, una mostra dedicata al mondo dell'illusionismo con oggetti della sua collezione privata presso la Sala dei Disciplini di Castenedolo (Bs). Nell'occasione propone anche la sua conferenza-spettacolo dedicata alla storia della magia.
Nel gennaio 2020 è protagonista di un tour di conferenze per prestigiatori, organizzato dal Club Magico Italiano, che tocca diciotto città italiane, dal nord al sud.
Il 10 settembre 2020 esce il libro Quando la scienza dà spettacolo, scritto a quattro mani con lo scienziato Silvano Fuso ed edito da Carocci, che parla del rapporto tra scienza e illusionismo nella storia.
Il 28 maggio 2022 esce il nuovo libro di Rusconi, intitolato Pinetti, l'illusionista che nobilitò l'arte magica, edito da Florence Art. Il libro si occupa della biografia umana e artistica di Giuseppe Merci, in arte Joseph Pinetti de Merci, il più grande prestigiatore del Settecento. La prefazione è di Silvan, che ha sempre considerato Pinetti il suo modello storico.
Nell'ottobre 2023 esce La scatola magica, volume nel quale Rusconi raccoglie le rubriche pubblicate sul quotidiano Bresciaoggi tra il 2019 e il 2021.
Il 24 marzo 2024, in occasione del 150º anniversario della nascita di Harry Houdini, esce il suo libro The Houdini Compendium, che raccoglie aneddoti, curiosità e luoghi comuni sfatati sul famoso escapologo, con la prefazione di Andrew Basso.
Il 22 maggio esce il suo nuovo libro Binarelli, in arte Tony - La sua vita, la sua magia, scritto a quattro mani con il prestigiatore ligure Gabriele Gentile e edito da Florence Art Edizioni. Il libro è un tributo a Tony Binarelli, scomparso nel 2022.
Il 20 giugno 2025, in concomitanza con il suo 50° compleanno, esce il suo nuovo libro La notte delle stelle, una raccolta di aneddoti, storie e curiosità legate al premio Oscar.

## Opere
- Parole Magiche - Alex Rusconi, 2002 (ristampato per Lulu.com nel 2018) ISBN 9780244978723
- Elementale - Raul Cremona, Francesco Mugnai, Alex Rusconi, Florence Art Edizioni, 2004. ISBN 88-86809-76-X
- I giuochi del bagatto - Alex Rusconi, 2005 (ristampato in proprio nel 2015 e con Lulu.com nel 2018) ISBN 9780244378684
- Fregoli, la biografia - Alex Rusconi, Stampa Alternativa/Nuovi Equilibri, 2011. ISBN 978-88-6222-180-1
- Trattato di Magia Chimica - Luigi Garlaschelli, Alex Rusconi, Edizioni Magic, 2016. ISBN 978-1537063324
- Chemical Magic - Luigi Garlaschelli, Alex Rusconi, Edizioni Magic, 2017. ISBN 978-1977557094
- Bartolomeo Bosco. Vita e meraviglie del mago che conquistò l'Europa - Alex Rusconi, Florence Art Edizioni, 2017. ISBN 978-8899112455
- Matthew Buchinger. Il meraviglioso, piccolo uomo di Norimberga - Alex Rusconi, Lulu.com, 2018. ISBN 978-0-244-97879-2
- The Rules. Studio e applicazione pratica delle 13 regole di Henri Decremps - Alex Rusconi, Lulu.com, 2018. ISBN 978-0-244-98032-0
- La Fabbrica degli Incanti - Alex Rusconi, Lulu.com, 2020. ISBN 978-0-244-22804-0
- Gabinetto Magico - Bartolomeo Bosco (a cura di Alex Rusconi), Lulu.com, 2020. ISBN 978-0-244-88438-3
- Quando la scienza dà spettacolo - Silvano Fuso, Alex Rusconi, Carocci editore, 2020. ISBN 978-88-290-0063-0
- I quattro Cavalieri - Alex Rusconi, The Magic House, 2020. ISBN 9798861964838
- La Fabrique des Enchantements - Alex Rusconi (traduzione di Gérard Bertolotti), The Magic House, 2021. ISBN 9798865403692
- Pinetti, l'illusionista che nobilitò l'arte magica - Alex Rusconi, Florence Art Edizioni, 2022. ISBN 9791280610096
- Storie Magiche - Alex Rusconi, The Magic House, 2023. ISBN 9798861613712
- La scatola magica - Alex Rusconi, The Magic House, 2023. ISBN 9798861761178
- Histoires Magiques - Alex Rusconi (traduzione di Gérard Bertolotti), The Magic House, 2023. ISBN 9798877558854
- The Houdini Compendium - Alex Rusconi, The Magic House, 2024. ISBN 9798880222421
- Binarelli in arte Tony. La sua vita, la sua magia - Gabriele Gentile, Alex Rusconi, Florence Art Edizioni, 2024. ISBN 9791280610355
- La notte delle stelle - Alex Rusconi, The Magic House, 2025. ISBN 979-8283910703

### Collaborazioni
- La magia bianca ri...svelata - Raul Cremona, Henri Decremps, Florence Art Edizioni, 2008. ISBN 978-88-95631-12-7
- L'arte della prestidirigiri... - Raul Cremona, Rizzoli, 2008. ISBN 978-88-17-02181-4
- Il mistero del lago di Bombardieri - Enrico Zani, GAM edizioni, 2010. ISBN 978-88-89044-63-6
- La magia di Odaba - Mariano Tomatis e Raul Cremona, Florence Art Edizioni, 2012. ISBN 978-88-95631-75-2
- Il grande Zirmani - Raul Cremona, MyLife, 2016. ISBN 978-88-6386-363-5
- Diversi - Gian Antonio Stella, Solferino, 2019. ISBN 978-88-282-0035-2
- Magicomio - Francesco Scimemi, FS, 2020. ISBN 979-8652710828
- Check Point - Tony Polli, AssoKappa, 2020. ISBN 978-88-945585-0-0
- L'Archivio Segreto di Raul Cremona - Raul Cremona, Florence Art Edizioni, 2020. ISBN 978-88-99112-83-7
- Tarot Magic - Matteo Filippini, Aroldo Lattarulo e altri, Mistery Academy, 2020. ISBN 9798647840745
- Scientifici prestigi - Lorenzo Paletti, LP, 2022. ISBN 9798529386750
- Travolgente frenesia - Giampietro Petrucci, Claudia Menichini, L'Ancora, 2022. ISBN 9788831386487
- Incontri ravvicinati tra scienza e cinema - M. Ciardi, A. Sani, Hoepli, 2023. ISBN 9788836014774
- Divertimenti fisici e diverse piacevoli esperienze - Joseph Pinetti, The Magic House, 2024. ISBN 9798864867648